# Schefflera bailloniana
Schefflera bailloniana är en araliaväxtart som beskrevs av David Gamman Frodin. Schefflera bailloniana ingår i släktet Schefflera och familjen araliaväxter.
Artens utbredningsområde är Nya Kaledonien. Inga underarter finns listade.